# Coelogyne miniata
Coelogyne miniata là một loài phong lan.